# Séré Moussa Ani Samou De Siékorolé
Séré Moussa Ani Samou De Siékorolé, a volte solo Séré Moussa Ani Samou, è un comune rurale del Mali facente parte del circondario di Yanfolila, nella regione di Sikasso.